# Étienne Feuillant
Étienne Antoine Feuillant est un homme politique français né le 20 février 1768 à Brassac-les-Mines (Puy-de-Dôme) et décédé le 17 juillet 1840 à Blois (Loir-et-Cher).

## Biographie
Il fut d’abord avocat en 1789 avant de devenir journaliste. Il a collaboré au Journal du soir de Claude Beaulieu avant de fonder en 1790 le Journal du soir sans réflexions qui reproduisait les débats de l’Assemblée constituante. Il publia par ailleurs le testament de Louis XVI en 1793 avant que les autorités de l’époque en aient eu connaissance, ce qui lui valut de nombreux problèmes.
Il fut élu le 22 août 1815 au collège de département de Maine-et-Loire par 117 voix sur 216 votants et 276 inscrits. Membre de la majorité de la Chambre introuvable, il appuya plusieurs lois et participa notamment à la discussion de l’affaire de l’évasion d’Antoine Marie Chamans de Lavalette. Il fut également rapporteur de la seconde partie du budget et proposa le rejet de plusieurs impôts.
Après des différents l’ayant opposé à certains membres de la Chambre, il ne fut pas réélu en 1816 et se livra alors à des études juridiques.

## Sources
- « Étienne Feuillant », dans Adolphe Robert et Gaston Cougny, Dictionnaire des parlementaires français, Edgar Bourloton, 1889-1891 [détail de l’édition] [texte sur Sycomore]